# ARP 2600

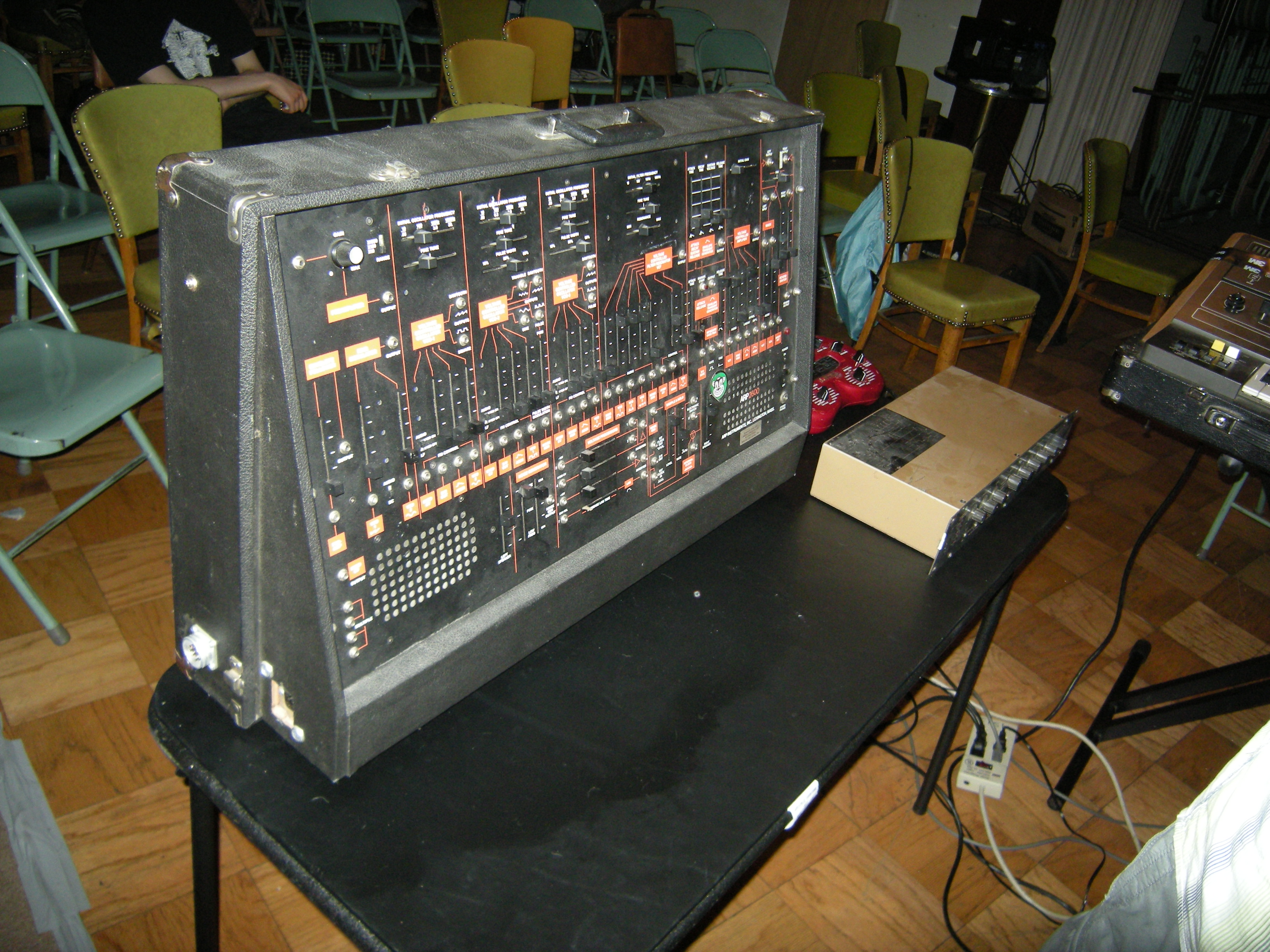
L'ARP 2600 di Steve Fisk

L'ARP 2600 era un sintetizzatore semi-modulare a sintesi sottrattiva, disegnato da Alan R. Pearlman e costruito dalla sua ditta, la ARP Instruments. Diversamente dagli altri sistemi modulari del tempo, che necessitavano di moduli da comprarsi separatamente e che andavano collegati dal musicista, il 2600 aveva una selezione di moduli di base già collegati internamente.

## Storia

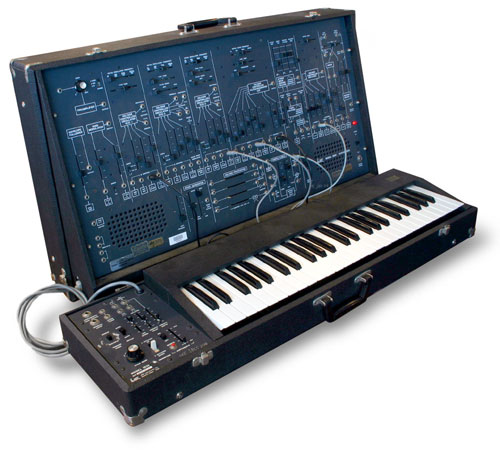
ARP 2600 Blue Marvin

Durante il periodo di vita della ARP vennero costruiti tre modelli base del 2600. Il primo, soprannominato "Blue Marvin", fu assemblato con strumenti semplici nel primo periodo di vita della ARP come compagnia. Ci furono spesso errori nel riferimento del nome "Blue Marvin", in quanto molti consideravano il nome riferito a Blue Melanies, mentre invece "Marvin" era dedicato all'allora direttore finanziario della ARP, Marvin Cohen.
Il successivo modello fu costruito in una cassa di legno ricoperta di vinile, e al suo interno conteneva un'imitazione del filtro a 4 poli VCF di Robert Moog, successivamente oggetto di una minacciata (ma mai veramente avviata) causa legale. Alla fine, per potersi adattare alla consueta livrea nero/arancione degli strumenti ARP, il 2600 fu costruito nella sua terza versione con etichette arancioni sopra un pannello d'alluminio nero.
La duratura popolarità del 2600 va ricondotta al fatto che compagnie produttrici di software come Arturia e Way Out Ware produssero software di emulazione da usarsi con equipaggiamenti moderni come il MIDI ed i sequencer.

## Musicisti noti che utilizzavano il2600
- Kai Tracid
- Tony Banks
- 808 State
- Ellen Allien
- Audiodream
- Emilie Autumn
- Soulwax
- Jim Baker
- Peter Baumann dei Tangerine Dream
- Paul Bley
- Michael Boddicker
- David Bowie
- Muse
- Cat Stevens
- Arthur Brown
- Richard Burgess
- Chemical Brothers - usato in Dig Your Own Hole
- Vince Clarke
- Mike Cotten con i The Tubes
- Steve Cunningham
- Mickie D
- Jack Dangers dei Meat Beat Manifesto
- Depeche Mode
- Electronic Dream Planet
- Elemental
- Brian Eno
- John Entwistle & Pete Townshend dei The Who
- Roby Facchinetti dei Pooh
- Larry Fast
- Filthy Dukes Il brano Twenty Six Hundred dell'album Nonsense in the Dark è così chiamato in onore del sintetizzatore
- Brian Gascoigne
- Miquette Giraudy con i Gong
- Roger Glover dei Deep Purple
- Herbie Hancock
- Steve Hillage
- John Hollis
- Steve Howell
- Garth Hudson
- Jackson Five
- Bob James
- Jean-Michel Jarre
- Brian Kehew e Roger Joseph Manning Jr. dei Moog Cookbook
- Praga Khan dei Lords of Acid
- Joy Division
- Kool and the Gang
- Kraftwerk
- (M)ercurey
- Metro LA
- John Lennon
- Steve Levine
- Lightwave
- Dave Macrea
- John McEntire dei Tortoise
- Tony McPhee
- John Medeski
- Daniel Miller
- Kaus Netzie
- Nine Inch Nails
- Nitzer Ebb
- Willie Obst
- Mike Oldfield
- Orbital
- Bobby Orlando
- Steve Porcaro
- Roger Powell
- PiL
- The Arcane Paradigm
- Rebirth
- Steve Roach
- Phil Sawyer
- Klaus Schulze
- The Shamen
- Shpongle
- Skinny Puppy
- Thighpaulsandra
- Todd Terje
- Ultravox
- Ian Underwood per Frank Zappa
- Underworld
- Vince Welnick con i The Tubes
- VNV Nation
- Willie Obst
- Wilco
- Edgar Winter
- Stevie Wonder
- Xpando
- Allan Zavod
- Joe Zawinul
- Zim Zum dei Marilyn Manson
- David Hentschel per Elton John
- DJ MAGIC DOMINGO -ANTICO